# Kingdom Hearts 3D: Dream Drop Distance
Kingdom Hearts 3D: Dream Drop Distance (キングダム ハーツ 3D [ドリーム ドロップ ディスタンス] Kingudamu Hātsu Surī Dī [Dorīmu Doroppu Disutansu]?) är ett datorspel till Nintendo 3DS som utvecklats av Square Enix. Detta är det sjunde spelet i spelserien.
Spelet såldes i 213 579 exemplar första veckan efter utgivningsdatumet.